# Adobe Flash Catalyst

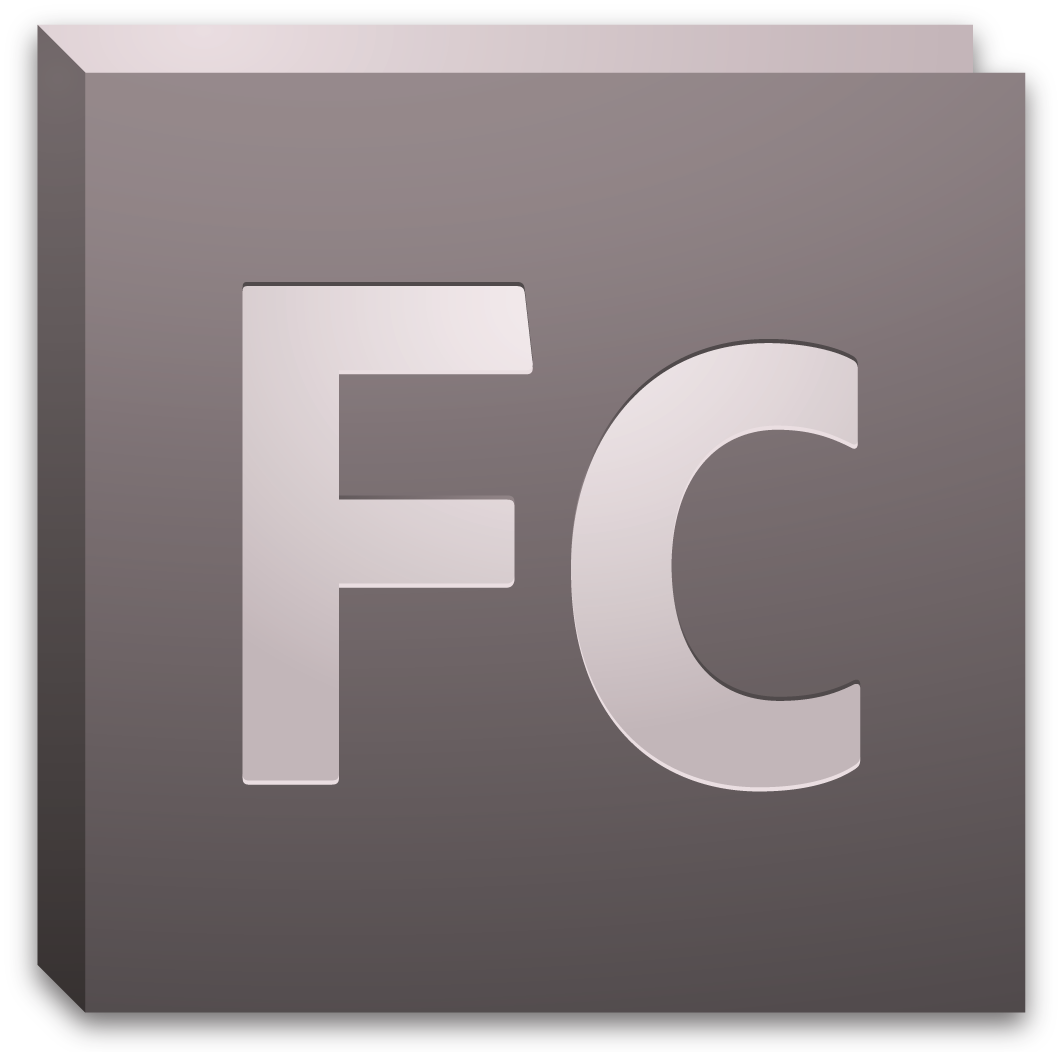
Logo d'Adobe Flash Catalyst.

Adobe Flash Catalyst (initialement connu sous le nom de code Thermo) était un outil de création de l'interface utilisateur pour les applications Internet riches. Développé par Adobe, le développement et la vente du logiciel s'arrêtent le 23 avril 2012.

## Fonctionnalités
Flash Catalyst est un logiciel de conception graphique d’interfaces professionnelles (RIA, RDA) compatible avec la Creative Suite et Flex. L'application permet d'optimiser leurs relations en proposant un workflow commun.
Flash Catalyst permet d'élaborer des interfaces utilisateurs et du contenu au format interactif Flash ou AIR. Les développeurs peuvent reprendre le contenu généré avec Flex Builder afin de créer une application Flash plus complexe.